# Махмуд Ель-Банна
Махмуд Ель-Банна Закарія Мустафа (араб. محمود زكريا محمد البنا, нар. 1981 або 1987) — єгипетський футбольний арбітр. 

## Кар'єра
З 2012 року став судити матчі вищого дивізіону Єгипту. Арбітр ФІФА з 2014 року. На початку 2022 року став одним з арбітрів Кубка африканських націй у Камеруні.